# Concerts royaux

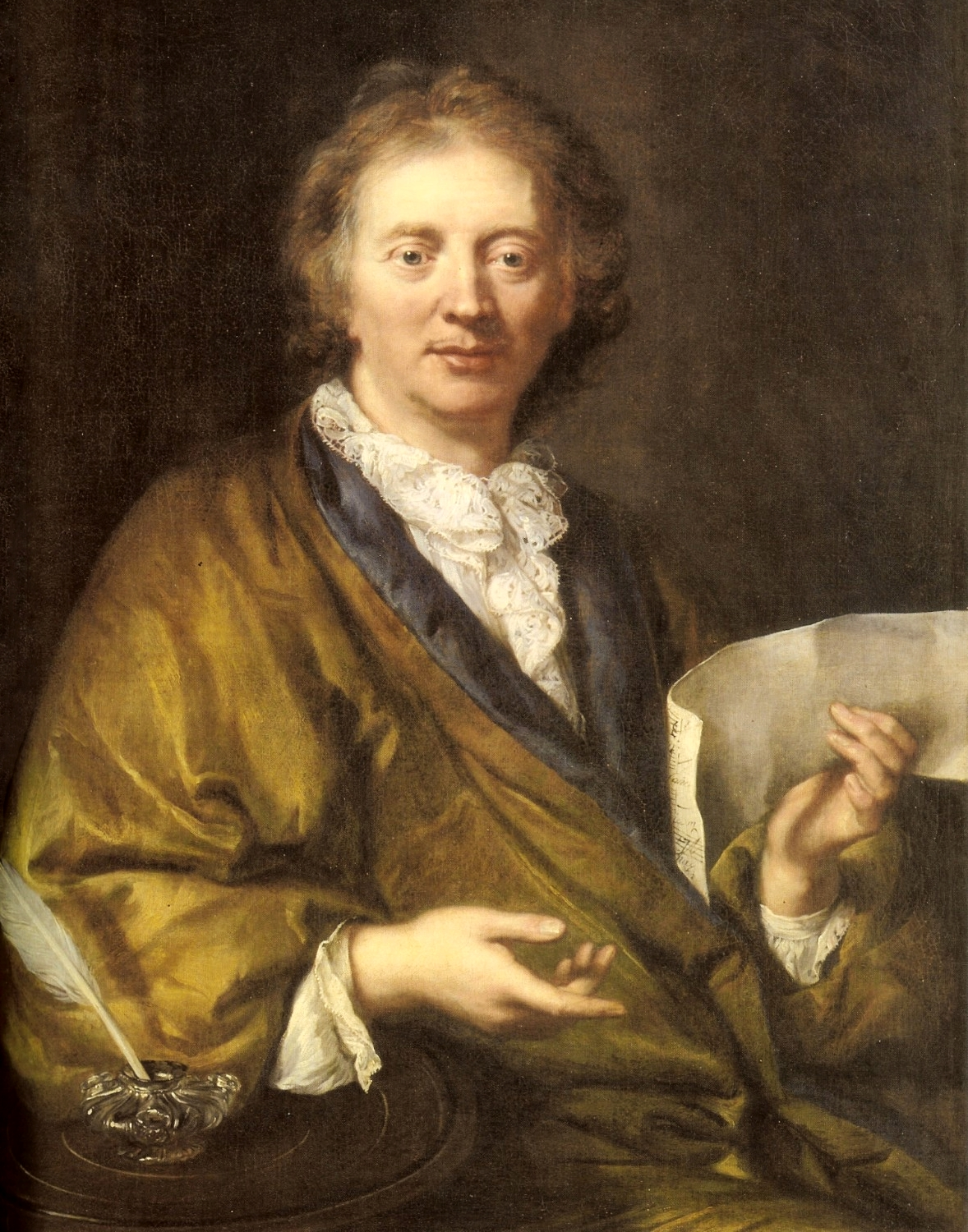
François Couperin.

Con concerts royaux (francese: concerti reali) si intende un insieme di quattro suite orchestrali composte da François Couperin.
Le suite vennero composte fra il 1714 ed il 1715 presso la corte di Luigi XIV (da qui il nome "reali") seguendo la moda dei concerti di musica da camera. Nonostante contengano danze, esse sono destinate più all'ascolto che a essere ballate. Vennero pubblicate da François Couperin nel 1722 senza indicazioni circa la strumentazione. Lo stesso pezzo, dunque, può essere eseguito sia da un clavicembalo solista che da un'orchestra formata da uno strumento per il basso, un violino, una viola ed un oboe o flauto. La raccolta dei concerti reali venne ampliata nel 1724 quando vennero composti i "Nouveaux Concerts" (francese: concerti nuovi), con il sottotitolo "Les Goûts réunis" (I gusti riuniti), indicante gli stili francese e italiano.
Ogni concerto è composto da un preludio e da una successione di danze secondo l'ordine tradizionale (allemanda, courante, sarabanda o altre danze).
- Premier concert.
  - Prélude.
  - Allemande.
  - Sarabande.
  - Gavotte.
  - Gigue.
  - Menuet en trio.
- Deuxième concert.
  - Prélude.
  - Allemande fuguée.
  - Air tendre.
  - Air contrefugué.
  - Echos.
- Troisième concert.
  - Prélude.
  - Allemande.
  - Courante.
  - Sarabande grave.
  - Gavotte.
  - Muzette.
  - Chaconne légère.
- Quatrième concert.
  - Prélude.
  - Allemande.
  - Courante françoise.
  - Courante à l'italiéne.
  - Sarabande.
  - Rigaudon.
  - Forlane.